# Bernard Harris
Bernard Anthony Harris (Temple, 26 giugno 1956) è un ex astronauta e medico statunitense. Ha partecipato a due missioni spaziali Shuttle, STS-55 e STS-63, come specialista di missione.